# Passer rating
Passer rating (eller Quarterback rating) er en statistik der bruges til at måle en NFL-Quarterbacks effektivitet. Den sammenligner quarterbackens antal touchdowns, interceptions, completion percentage og yards. Den maksimale quarterback rating er 158,3 og den mindste er 0,0. Generelt anses en rating på over 100 for rigtig god, mens ligaens gennemsnit ligger omkring 80.